# Coral Fang
Coral Fang är det tredje och sista studioalbumet av det amerikanska punkrockbandet The Distillers från 2003. Albumet producerades av den brittiska producenten Gil Norton och visar upp en ny, något mer melodisk stil med element från alternativ rock. Det är det första albumet med gitarristen Tony Bradley, som ersatte förra albumets gitarrist Rose "Casper" Mazzola.
Skivomslaget finns i två olika utföranden; originalet föreställer en tecknad naken kvinna stående mot ett kors med blod sprutandes från ena midjan. På den censurerade versionen ser man istället ett montage med olika djur mot en gul bakgrund.
Låtarna "Drain the Blood", "The Hunger" och "Beat Your Heart Out" släpptes som singlar. "Drain the Blood" finns även med i tv-spelet Gran Turismo 4 och som nedladdningsbar låt till Rock Band.

## Låtlista
Alla låtar skrivna av Brody Dalle.
1. "Drain the Blood" – 3:08
2. "Dismantle Me" – 2:26
3. "Die on a Rope" – 2:39
4. "The Gallow Is God" – 4:35
5. "Coral Fang" – 2:09
6. "The Hunger" – 5:28
7. "Hall of Mirrors" – 3:50
8. "Beat Your Heart Out" – 2:48
9. "Love Is Paranoid" – 2:07
10. "For Tonight You're Only Here to Know" – 3:18
11. "Death Sex" – 12:17

## Medverkande
The Distillers
- Brody Dalle - sång, gitarr
- Tony Bradley  - gitarr, sång
- Ryan Sinn  - bas, sång
- Andy Granelli (aka Andy Outbreak) - trummor

Produktion
- Producerad av Gil Norton
- Tom Whalley - exekutiv producent
- Howie Weinberg - mastering (Masterdisk)
- Bradley Cook - inspelning
- Andy Wallace  - mixning
- Jon Dunne  - ljudtekniker
- Dan Druff - tekniker (gitarr)
- Mike Fazano - tekniker (trummor)
- Richard Scane Goodheart - design
- Craig Aaronson - A&R